# Evangelický kostel (Ochtiná)
Evangelický kostel ve slovenské obci Ochtiná je původně románsko–gotická stavba, která byla 6. května 1963 prohlášena za národní kulturní památku Slovenské republiky. Jedná se o jednolodní středověkou stavbu s polygonálním presbytářem. Stavba nese prvky románského, gotického a barokního slohu s cennými freskami v interiéru od mistra ochtinského oltáře.

## Historie
Kostel, stojící uprostřed obce na mírné vyvýšenině, byl postaven na přelomu 13. a 14. století, první písemná zmínka o kostele v soupisu papežských desátků však pochází z pozdější doby, z let 1332 až 1337. Původní stavba, zasvěcená svatému Mikuláši, byla jednolodní se čtvercově zakončeným presbytářem, ještě bez věže. K výrazným změnám došlo v letech 1340–1380, kdy byla stavba rozšířena, postaven nový presbytář a zvýšeny vnější zdi kostela. V tomto období byly také provedeny bohaté freskové malby. Území Ochtiny a celé okolí patřilo větvi Bebeků z rodu Šitniků, kteří byli iniciátory výstavby honosných sakrálních staveb (podobně jako kostel v Štítniku), takže lze předpokládat, že měli podíl i na stavbě ochtinského kostela. Ve druhé polovině 15. století byla k severní stěně lodi kostela přistavěna boční loď, zaklenutá hvězdicovou klenbou. Dále byla přistavěna sakristie a věž s románskými okny, pocházejícími pravděpodobně ze starší stavby. Od roku 1545 je kostel evangelický. Další stavební úpravy následovaly v 17. století, kdy byl plochý dřevěný strop nahrazen pruskou klenbou. V této době byly pravděpodobně zamalovány freskové malby. V 18. století byl interiér kostela doplněn emporou na severní stěně a na věž byla přistavěna dřevěná nástavba s cibulovou helmicí. Fresky v ochtinském kostele znovu odkryl v roce 1897 István Gróh, který je také restauroval (1901–1907). Kostel byl naposledy restaurován v letech 1958–1959.

## Architektura kostela
Ochtinský evangelický kostel je gotická jednolodní stavba s polygonálním presbytářem. Presbytář je zaklenut křížovou žebrovou klenbou, jejíž stáří bylo dendrochronologicky (na základě zbytků krovů) určeno po roce 1377. Na severní straně je kostel rozšířen o boční loď, zaklenutou hvězdicovou klenbou, která je s hlavní lodí spojena dvěma arkádovými oblouky. Na severní straně presbytáře se nachází věž obrácená k západu a čtvercová sakristie. Na věži jsou románská sdružená okna, díky nimž byla stavba dlouho považována za románskou, dnes se však předpokládá, že jsou druhotná. Kromě oblouků presbytáře a lodi patří jižní portál a část oken do gotické fáze. V interiéru se nachází původní kamenná křtitelnice.

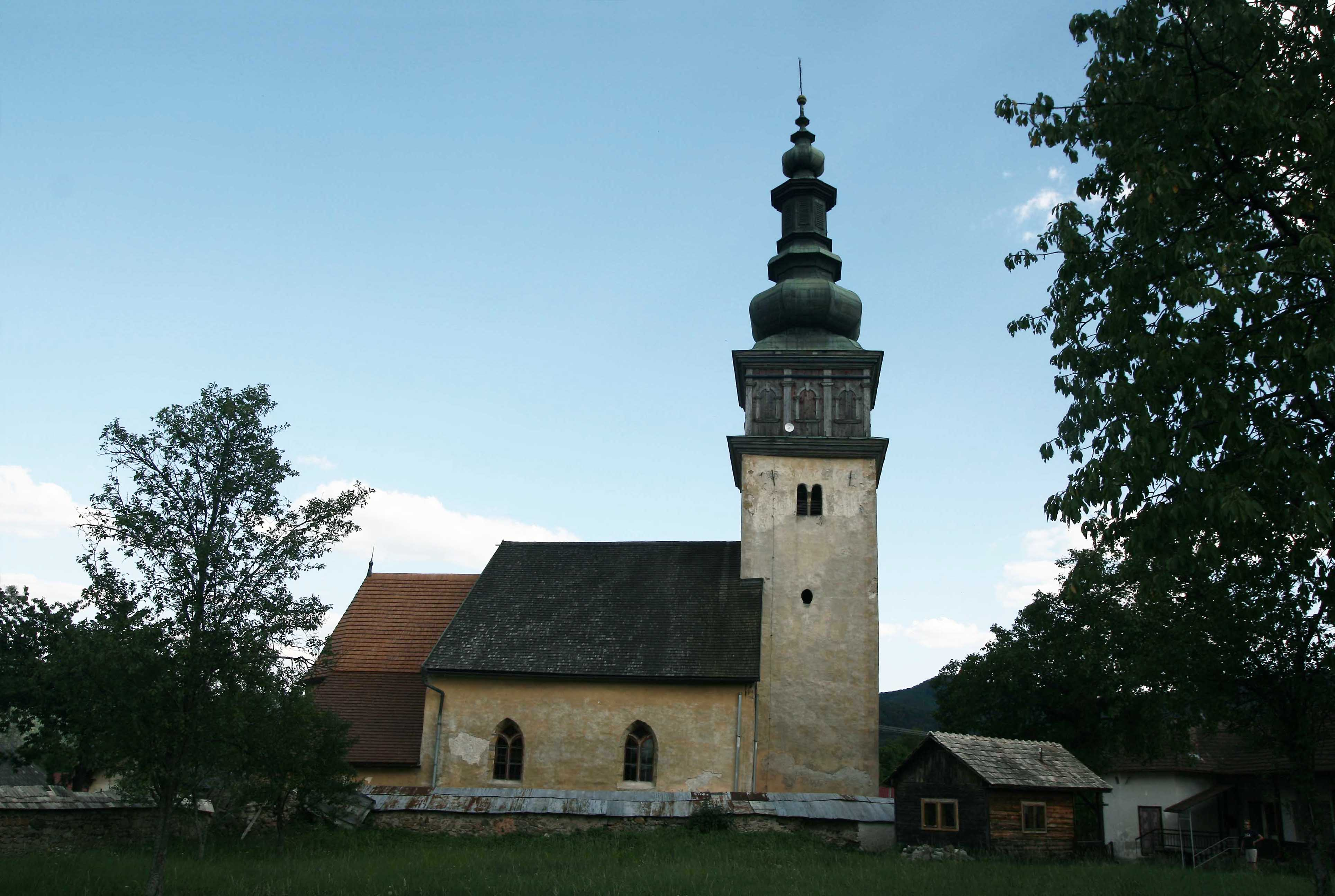
Pohled na kostel od severu
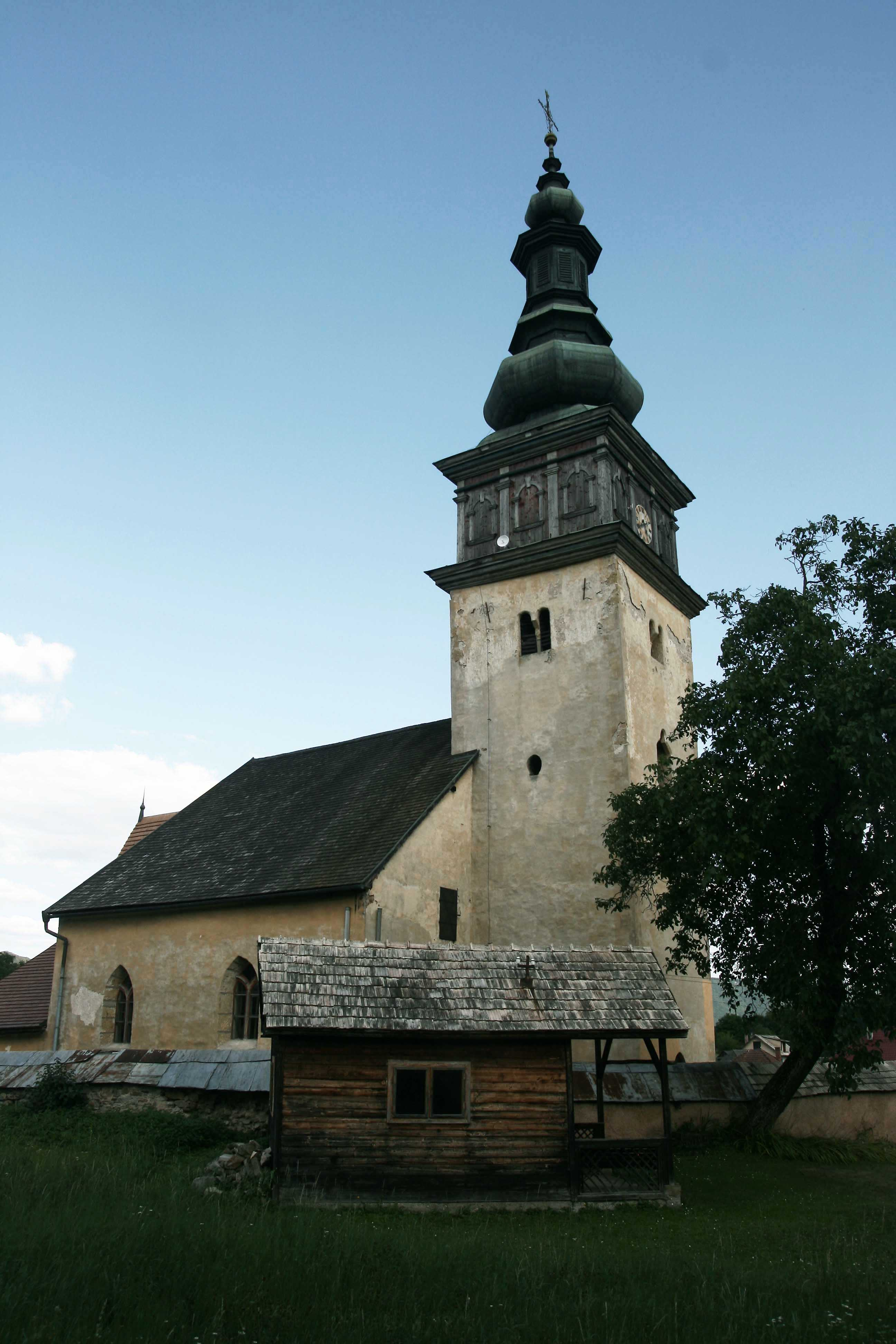
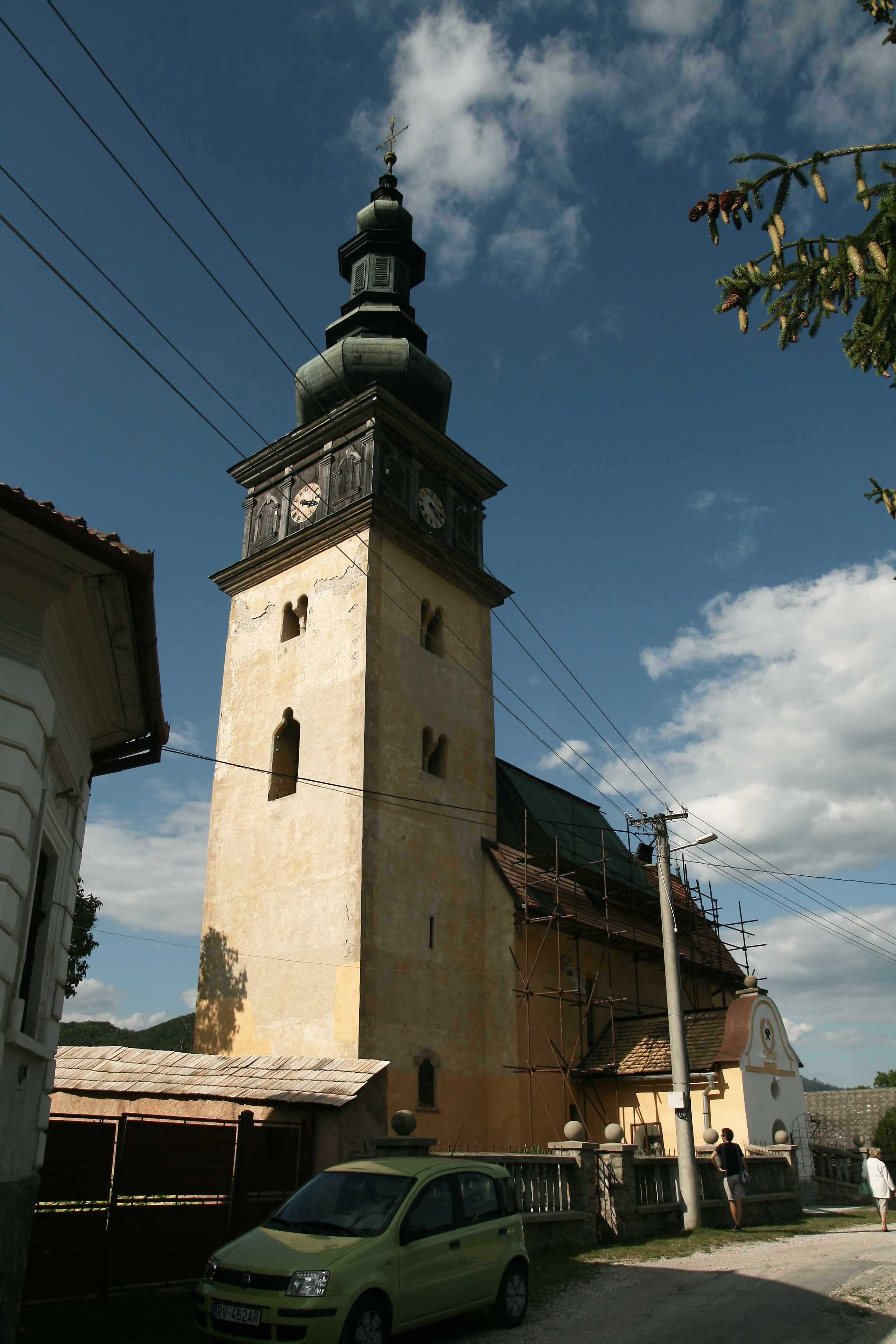
Pohled na kostel od jihu
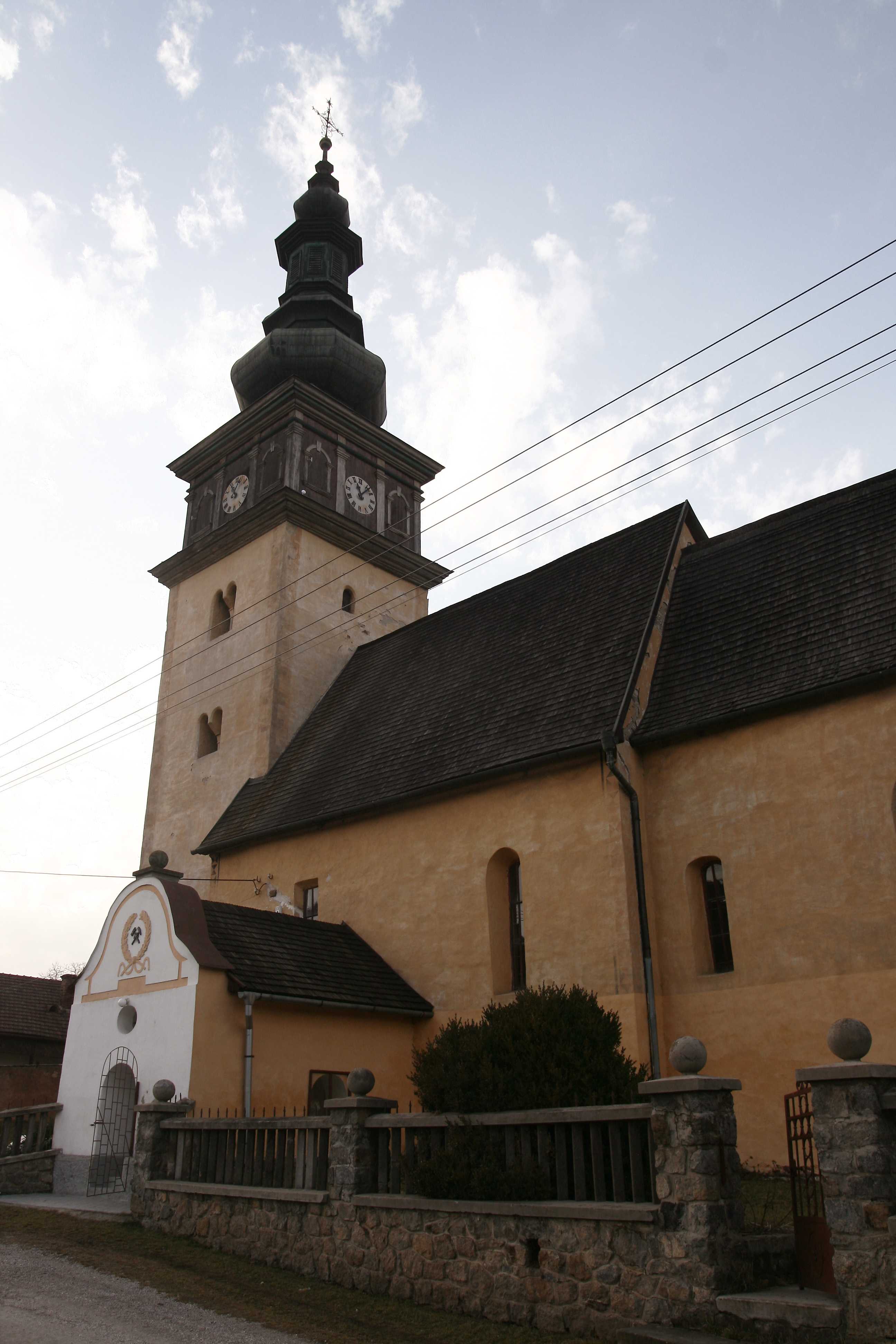
Pohled na kostel od východu
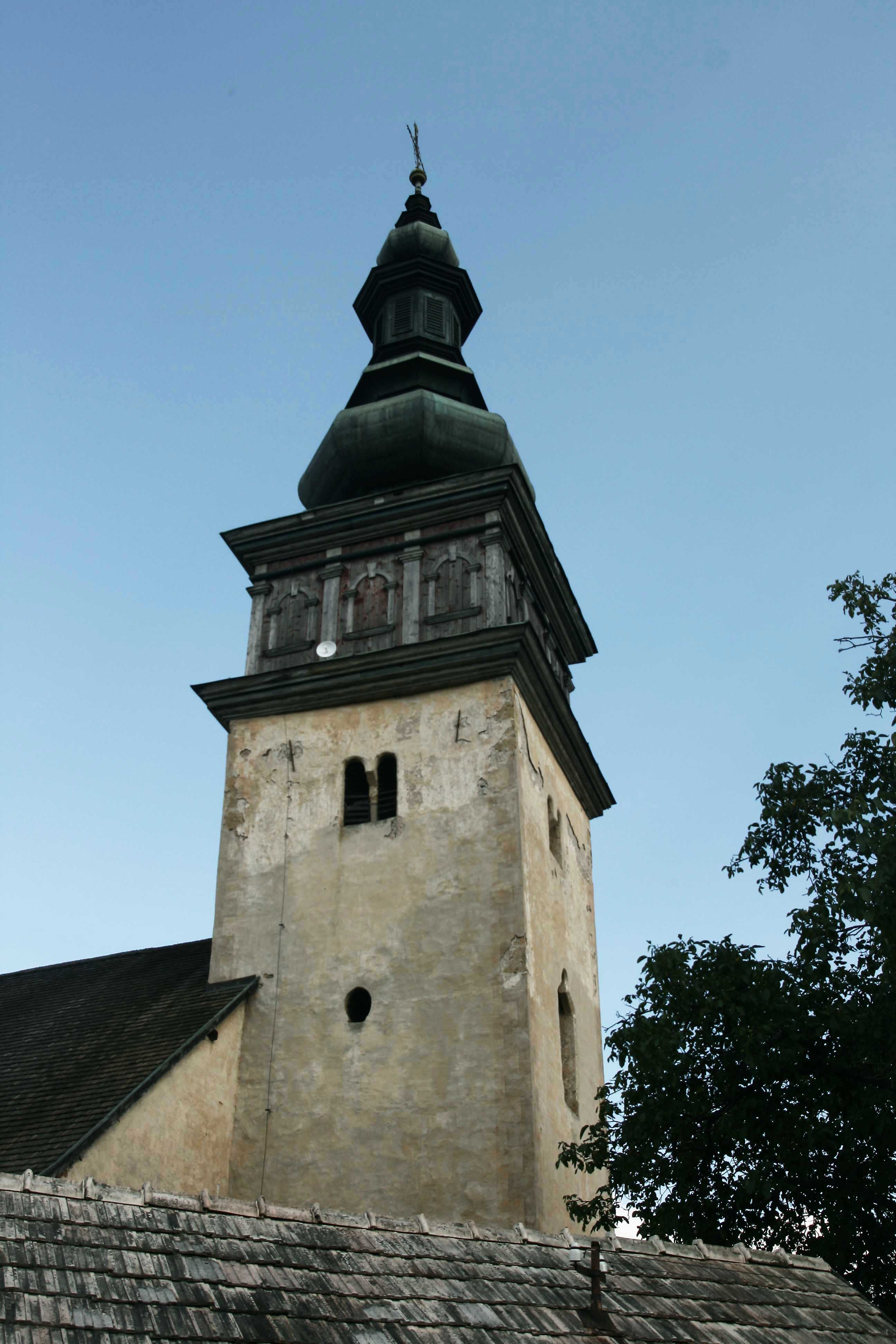
Detail věže
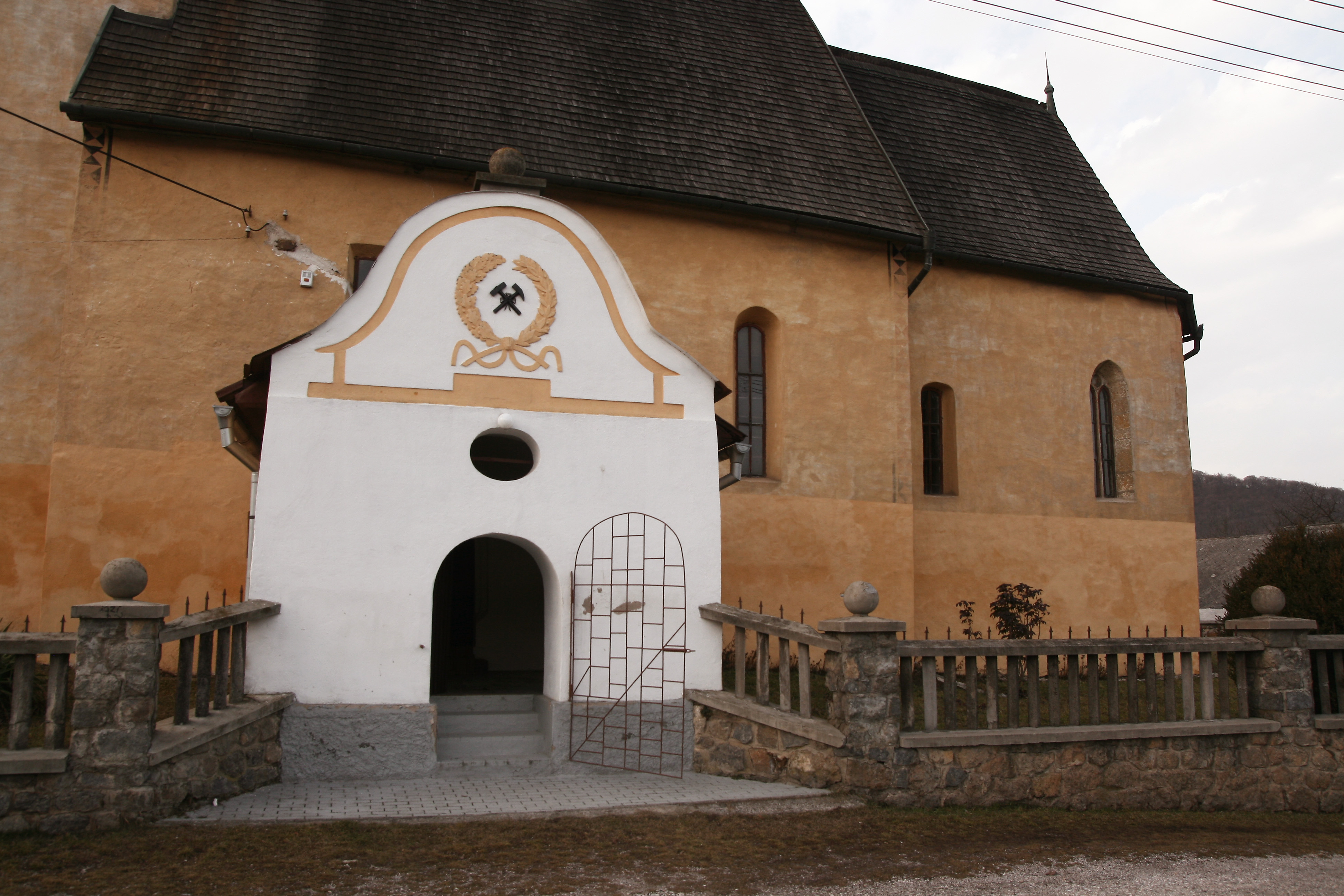
Detail vstupu

## Fresky v kostele
Figurální fresková výmalba ochtinského kostela pochází z poloviny 14. století a pokrývá celou plochu presbytáře, triumfálního oblouku a fragmentárně se dochovala také v půdním prostoru v pokračování stěny triumfálního oblouku ze strany lodi. Fresky v presbytáři zobrazují christologický cyklus uspořádaný do tří pásů. První, mariánská část cyklu zobrazuje scény Zvěstování Panně Marii, Navštívení Marie u Alžběty a Narození Krista. Na konci presbytáře se nachází Příchod a klanění Tří králů, následuje Obětování v chrámu, Dvanáctiletý Ježíš v chrámu a Korunovace Panny Marie. Na severní stěně presbytáře se nachází pašijová část cyklu: Příjezd Ježíše do Jeruzaléma, Poslední večeře a Modlitba v Getsemanské zahradě. Na polygonu presbytáře je zobrazena skupina farizeů, Petrova obhajoba a Jidášův polibek. Další scéna je v ostění východního okna, Petr zapírá Krista. Na jižní stěně ve středním pásu následují výjevy Kristus před Herodem, Kristus před Kaifášem a u triumfálního oblouku pravděpodobně Pilát umývající si ruce, poškozené druhotně umístěným oknem. Cyklus pokračuje na severní stěně presbytáře ve spodním pásu scénami Bičování Krista, Korunování trním, Nesení kříže a vrcholí scénou Kalvárie se třemi kříži a se skupinou tří Marií a svatého Jana pod ukřižovaným Ježíšem.
Na poslední stěně presbytáře je kompozice Snímání z kříže, pod východním oknem Kristus Trpitel, následuje Oplakávání Krista, pod jižním oknem postavy dvou svatých biskupů, Ukládání do hrobu a Vzkříšení Krista. Posledním vyobrazením je monumentální výjev Krista s křížem, opět poškozený vedlejším oknem. Na triumfálním oblouku na straně lodi je monumentální Poslední soud s postavou Krista Pantokratora v mandorle. Na východní straně kněžiště je v ostění kruhového okna neobvyklé vyobrazení Nejsvětější Trojice v podobě hlavy se třemi tvářemi. V letech 1976–1977 byl proveden restaurátorský průzkum maleb v ochtinském kostele. V rámci tohoto projektu se podíleli profesor Milan Togner a akad. Mal. Jiří Josefík zavedli pro autora těchto fresek termín Mistr ochtinského oltáře. Je také autorem maleb presbytáře kostela v Koceľovcích, ale tyto fresky jsou hodnoceny jako vyzrálejší, autor opouští linearitu a výrazné kontury, postavy jsou plastičtější a gesta expresivnější.

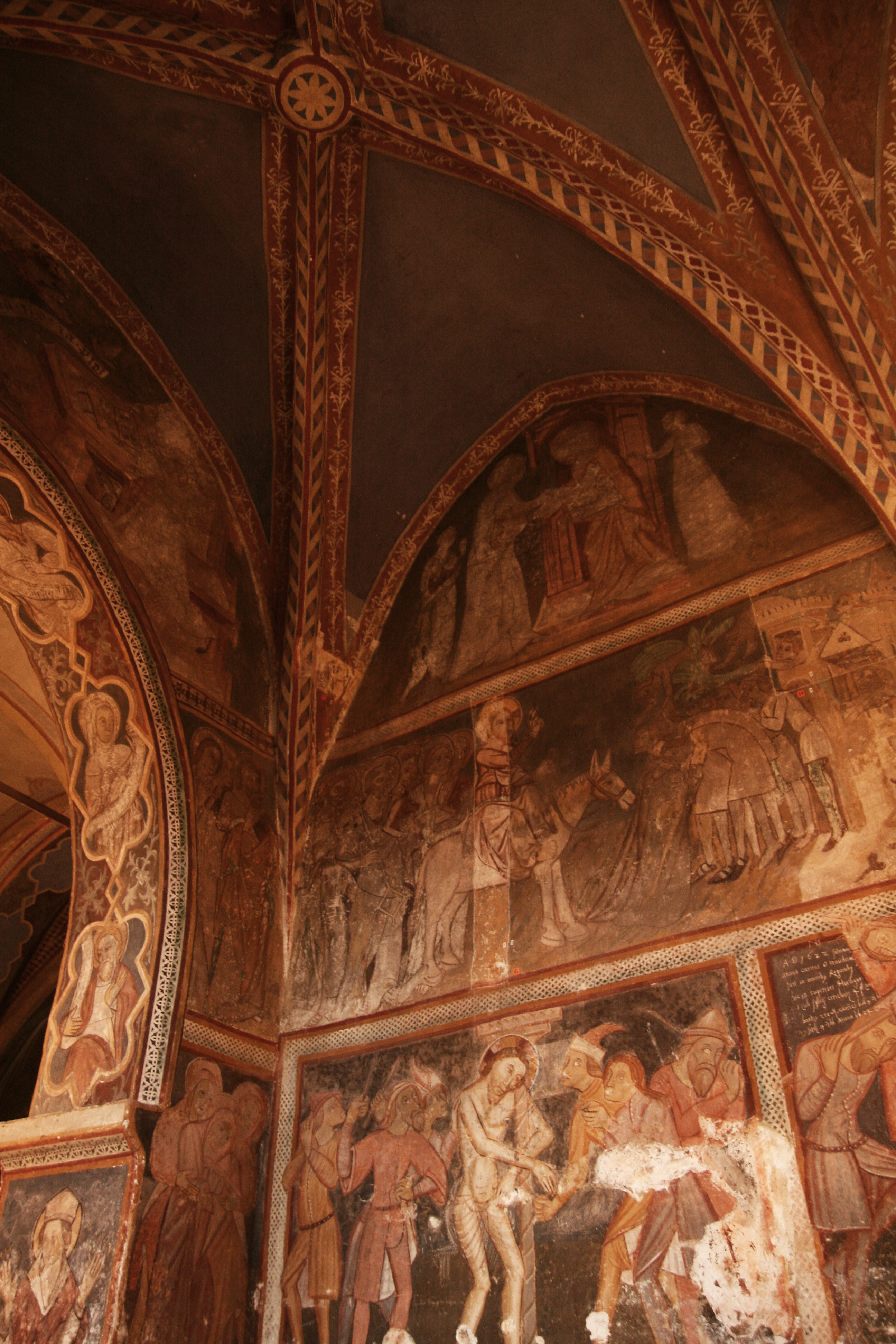
Fresková výmalba presbytáře
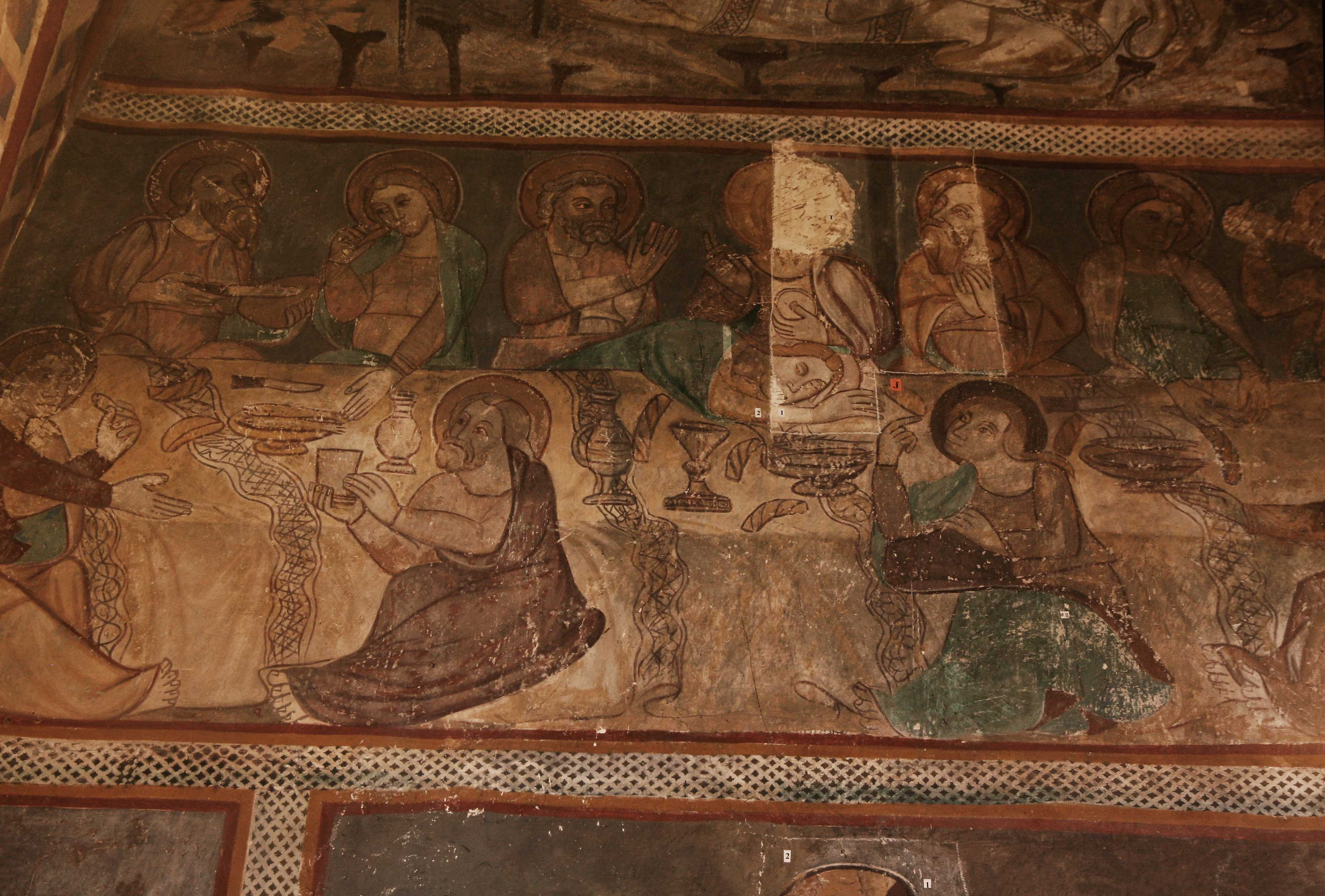
Zobrazení Poslední večeře
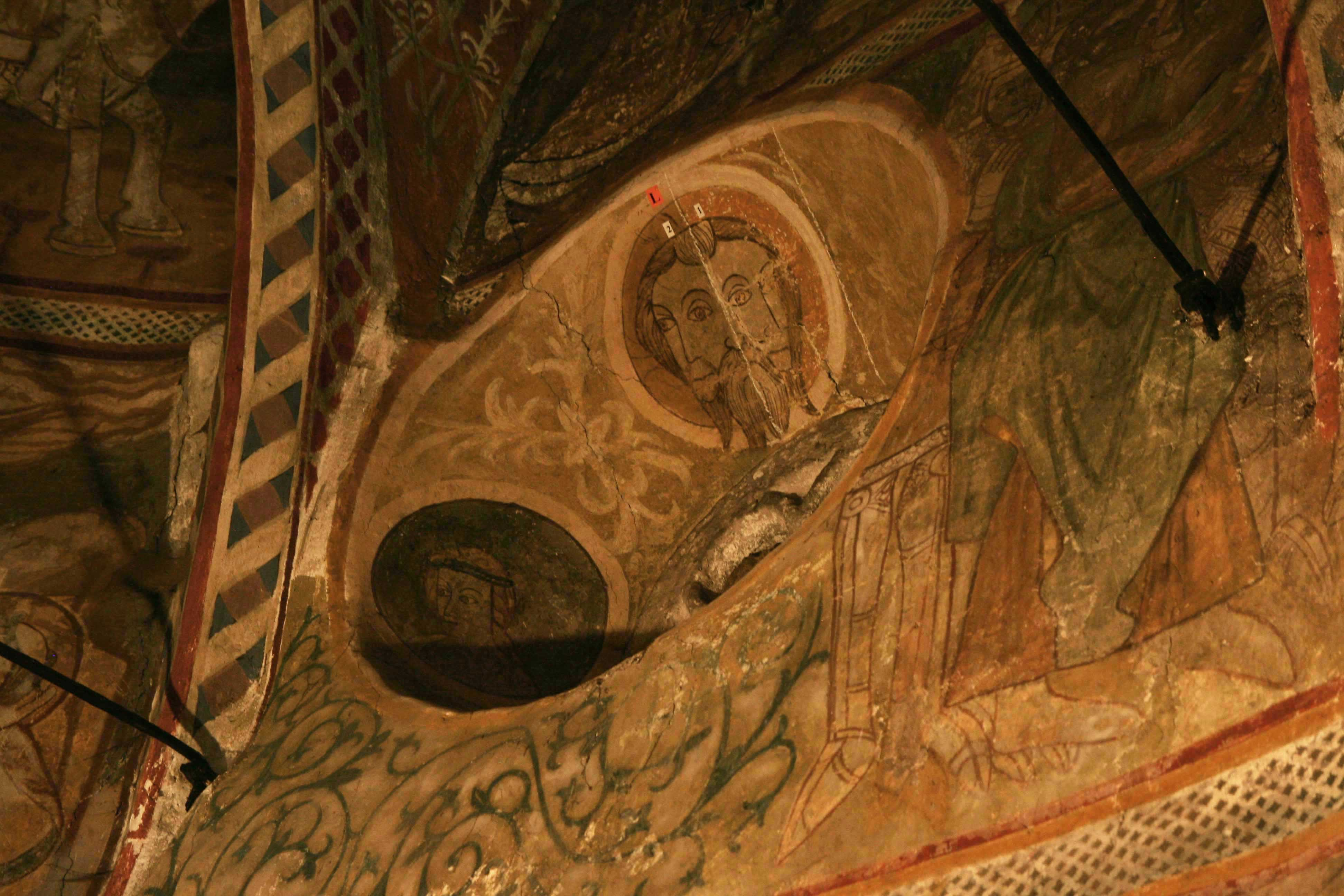
Nejsvětější Trojice
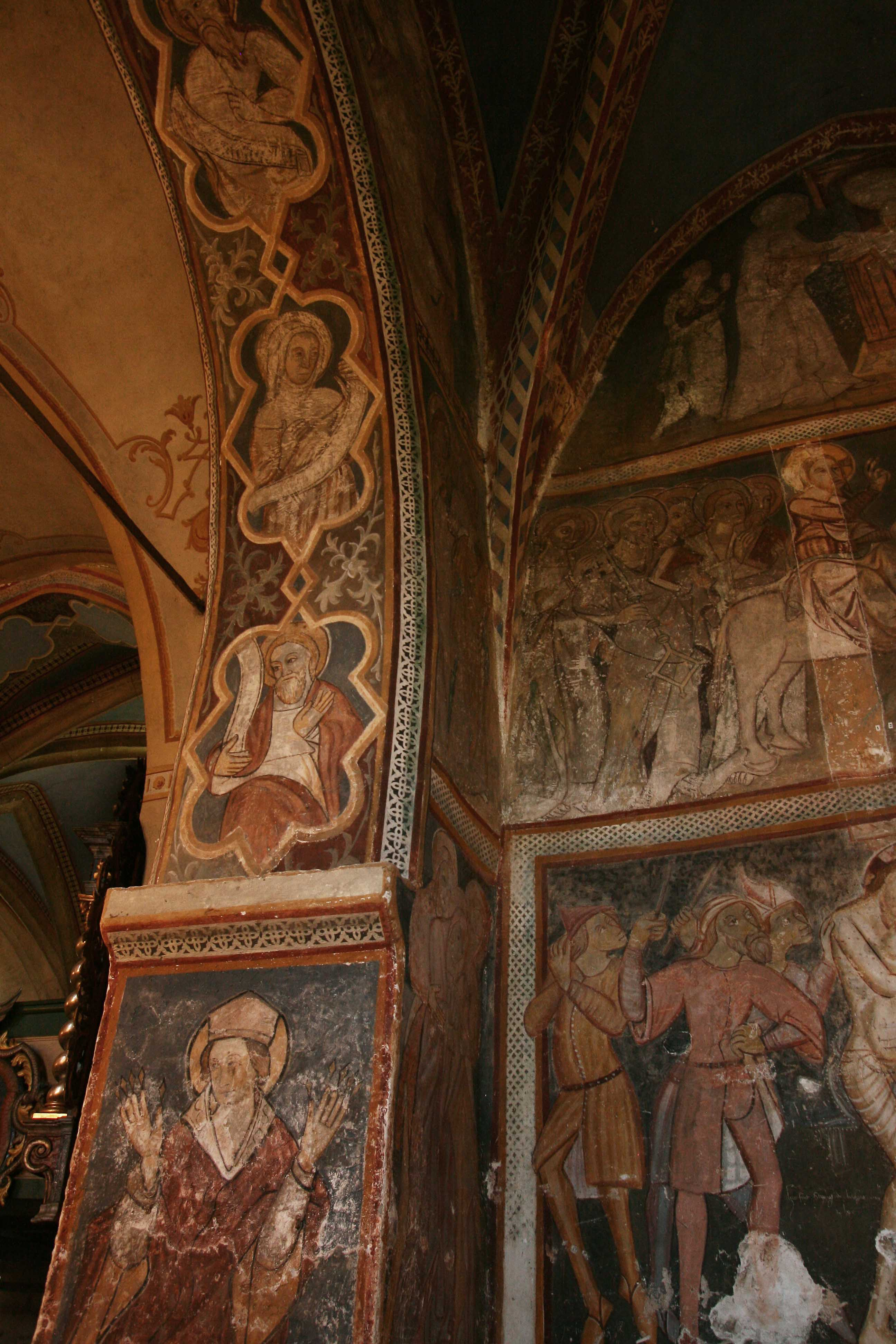
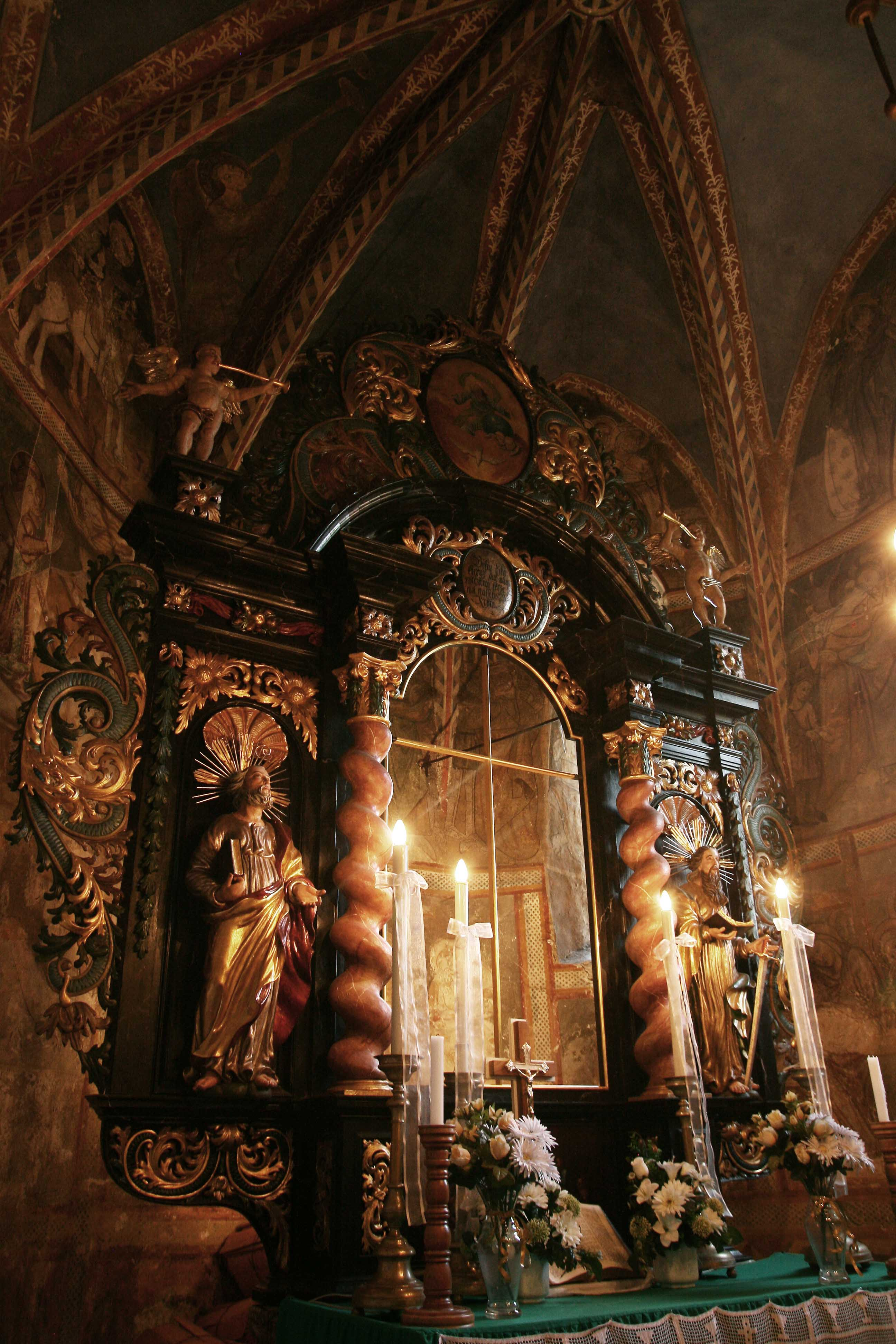
Barokní oltář
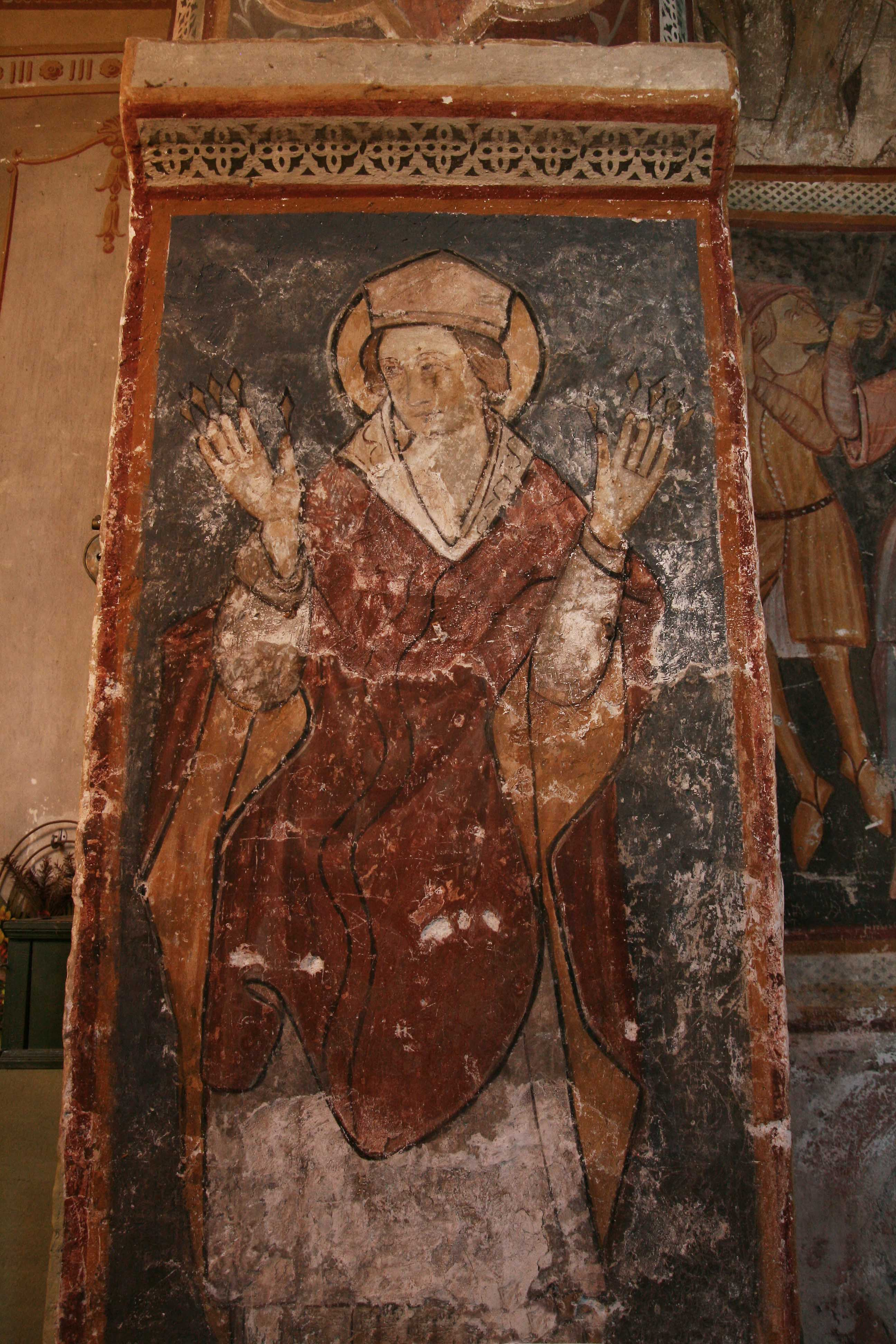
Fresky na vítězném oblouku